# Hallo Magenta
Hallo Magenta (auch Magenta Speaker) war ein intelligenter Lautsprecher der Deutschen Telekom, der in Zusammenarbeit mit dem Fraunhofer-Institut für Digitale Medientechnologie in Oldenburg (Oldb) sowie dem französischen Telekommunikationsunternehmen Orange entstand und ab September 2019 im Handel erhältlich war. Er war der erste aus Deutschland stammende Smart Speaker, womit strengere Daten- und Privatsphäreschutzgesetze des deutschen und europäischen Rechts eingehalten werden mussten. Als persönlichen Assistenten hatte Hallo Magenta neben dem gleichnamigen Magenta zusätzlich den Assistenten Alexa von Amazon.com integriert; eine im März 2018 zunächst angekündigte Kooperation mit Google Assistant von Google Inc. sowie Cortana von Microsoft erfolgte bei Verkaufsstart nicht.

## Geschichte
Der Magenta Speaker wurde von der Deutschen Telekom und ihren Partnern entwickelt. Das Fraunhofer-Institut für Digitale Medientechnologie übernahm die Entwicklung der Audio-Architektur. Das Gerät entstand in Zusammenarbeit mit den französischen Telekommunikationsunternehmen Orange, der zeitgleich zu Hallo Magenta den französischsprachigen Smart Speaker „Djingo“ veröffentlicht. Insgesamt 150 Entwickler beider Unternehmen waren beteiligt.
Erste Berichte über den Magenta Speaker wurden im November 2017 veröffentlicht. Im Februar 2018 wurde er im Rahmen des Mobile World Congress in Barcelona vorgestellt. Die Testphase sollte ursprünglich im Sommer 2018 enden; die Veröffentlichung des Produkts war für den Sommer 2018 geplant. Im August 2018 gab die Telekom bekannt, dass die Testphase später als anfangs angekündigt mit 1000 Personen im Frühjahr 2019 beginnt. Mitte 2019 lief ein zweiter Beta-Test. Der Verkauf startete am 6. September 2019 zur Eröffnung der Internationalen Funkausstellung 2019.
Ab Juni 2020 war auch der Smart Speaker Mini erhältlich. Dieser stellte ein kleineres und kostengünstigeres Modell des Smart Speakers dar.
Der Dienst wurde zum 30. Juni 2023 eingestellt, da das Angebot sich nicht wie erhofft im Markt durchsetzen konnte.

## Funktionen
Das Gerät war so konzipiert, dass es im Bereitschaftsmodus die Spracheingabe des Benutzers zunächst geräteintern verarbeitete. Es wurde erst aktiviert, wenn das Gerät das Aktivierungswort („Weck-Wort“) hörte. Mittels des gesprochenen Aktivierungswortes „Hallo Magenta“, wurde die eigentliche Sprachsteuerung eingeleitet. Im Folgenden übertrug das Gerät dann die im Raum gesprochenen Worte digital über das Internet zum Hersteller, bei dem versucht wurde, die Befehle umzusetzen. Lokal war das Gerät dazu über ein WLAN-Netz mit dem Internet verbunden. Ein LED-Signal auf dem oberen Rand gab ein visuelles Feedback. Eingestellt wurde das Gerät über eine Mobile App, erhältlich für Android und iOS. Zudem gab es eine Taste, um die Zuhör-Funktion komplett auszuschalten. Magentas Stimme war die Frauenstimme einer echten Person, aus der dann der Klang der Stimme des Geräts erzeugt wurde.
Mit dem Smart Speaker sollte das Angebot der Deutschen Telekom wie beispielsweise EntertainTV per Sprache bedient werden. Zudem konnte mit dem Gerät über das Festnetz ohne Zusatzgerät mit DECT-Standard telefoniert werden, welches zum Zeitpunkt der Bekanntmachung ein Alleinstellungsmerkmal darstellte. Bis zur Veröffentlichung des Gerätes konnte aber auch Amazon Alexa diese Funktion in Deutschland vorweisen.
Der virtuelle persönliche Assistent Magenta sollte zudem Grundfunktionen wie Taschenrechner, Nachrichten, Kalender, Einkaufslisten, Erinnerungen, Wecker, Timer, Radio und Wetteransagen umfassen. Funktionen, die Magenta nicht umfasst, sollten bei Bedarf wahlweise von den anderen integrierten Assistenten ausgeführt werden. Als Weck-Wort des Magenta-Assistenten dient „Hallo Magenta“, die anderen integrierten Assistenten konnten wahlweise mit ihren jeweiligen Weck-Wörtern aktiviert werden. Es sollte zudem nach Vorbild der Konkurrenz eine offene Plattform integriert werden, um Funktionen des Smart Speakers durch andere Partner erweitern zu können. Als Partner wurden WetterOnline, Radioplayer, Tagesschau, Spotify, TorAlarm und Rewe angekündigt, die ihre Dienstleistungen über das Gerät zur Verfügung stellen. Als Quelle der Wissensfragen, die Hallo Magenta beantworten konnte, wird Wikipedia angegeben.
Es wurde eine Sprachplattform in Zusammenarbeit mit dem französischen Unternehmen Orange angekündigt, mit dem die Dienste des Magenta-Speakers europaweit angeboten werden könnten.
Es war kein Vertrag oder Abo der Telekom zur Nutzung nötig.

## Technische Daten
Hallo Magenta umfasste zwei 42 mm große Lautsprecher mit 25 Watt Ausgangsleistung sowie vier Präzisionsmikrofone und 2 Passiv-Resonatoren mit High Quality Stereo Audiosystem und adaptivem Beamforming, entwickelt vom Fraunhofer-Institut für Digitale Medientechnologie. Das Gerät war etwa 10 cm hoch, 10 cm breit und hatte ein Gewicht von 570 Gramm. Es umfasste einen 3,5 mm Audio-Ausgang. Entgegen dem Namen war der Magenta Speaker nicht in der Farbe Magenta, sondern wahlweise in Weiß und Schwarz erhältlich.
Der Smart Speaker Mini war 4,5 cm hoch, 10 cm breit und hatte ein Gewicht von 175 Gramm. Die softwareseitigen Funktionen des Smart Speaker Mini unterschied sich nicht vom normalen Smart Speaker. Jedoch besaß er nur einen 40mm Lautsprecher und war dadurch leiser. Er war in den Varianten Schwarz und Weiß erhältlich.

## Datenschutz
Die Server des Magenta Speakers sollten laut Deutscher Telekom in Europa stehen, womit deutsches Recht bezüglich Datenschutz und Privatsphäre sowie die Europäische Datenschutz-Grundverordnung eingehalten werden musste. Dies stellte ein Alleinstellungsmerkmal des Smart Speakers dar. Die Anfragen wurden anonym für maximal 90 Tage gespeichert und konnten jederzeit vom Nutzer unwiderruflich direkt per Magenta-App gelöscht werden. Es war keine kommerzielle Nutzung der Daten vorgesehen.

## Auszeichnung
- Red Dot Design Award, 2018[18]